# Mallophora rufiventris
Mallophora rufiventris är en tvåvingeart som beskrevs av Macquart 1838. Mallophora rufiventris ingår i släktet Mallophora och familjen rovflugor. Inga underarter finns listade i Catalogue of Life.